# Commanderie des Biais
La commanderie des Biais est une commanderie templière puis hospitalière située à Saint-Père-en-Retz, en France.

## Localisation
La commanderie est située dans le département français de Loire-Atlantique sur la commune de Saint-Père-en-Retz à 45 km à l'ouest de Nantes.

## Historique

### Propriété des Templiers
La présence templière en Pays de Retz remonte aux environs de 1130 lorsque Hugues de Payns, fondateur et premier grand maître de l'Ordre se voit attribuer des terres par Garsire, seigneur de Machecoul, sur ses terres de Pornic et de Bouin.
Le nom de Temple de Biais apparait pour la première fois dans une acte en 1207, qui stipule un accord entre le Temple de Coudrie et Harscoët, sire de Rays, au sujet du chaussée à Pornic mais également d'une altercation ayant eu lieu entre les chevaliers du Temple et ledit seigneur à propos de la foire des Biais,. Cet acte permet de prouver l'existence ancienne du Temple des Biais mais également de prouver qu'il s'agit d'une propriété du Temple de Coudrie, la foire des Biais lui appartenant. D'autres dons viennent étoffer les propriétés du Temple de Biais entre 1211 et 1312, abolition de l'ordre du Temple.

### Propriété des Hospitaliers
À la chute de l'ordre du Temple en 1312, tous les biens templiers sont dévolus aux Hospitaliers de l'ordre de Saint-Jean de Jérusalem, dont notamment les biens situés en Pays de Retz. C'est à cette période, que le terme de commanderie est attribué au Temple des Biais.
La commanderie des Biais est alors revendiquée par deux commandeurs : celui de Coudrie, qui est le rattachement originel et celui de Nantes, qui possède de nombreux biens en Pays de Retz. C'est après un examen par le grand maître de l'Ordre qui rend sentence en 1438 de l'annexion de la commanderie des Biais à celle de Coudrie, décision confirmée le 26 novembre 1440, par une seconde sentence au Chapitre général de l'Ordre à Rhodes.

## Liste des commandeurs

### Commandeurs templiers
N'étant qu'une dépendance de la commanderie de Coudrie, il est fort probable qu'il n'y ait pas eu de commandeurs ayant logés et dirigés le Temple des Biais.

### Commandeurs hospitaliers[5]
Les dates de débuts et de fins correspondent aux dates du premier document retrouvé et du dernier retrouvé mentionnant l'identité du Commandeur en poste.
| Nom du commandeur                             | Dates        |
| --------------------------------------------- | ------------ |
| Girard de Fougereules                         | 1406         |
| Hélie Arnaud                                  | 1414         |
| Alain Le Moyne                                | 1438         |
| Jean de Domaigné                              | 1440 et 1448 |
| Jean de Francières                            | 1470         |
| Charles de Nouray                             | 1473 et 1485 |
| Regnault de Saint-Simon                       | 1507         |
| Jean Helye                                    | 1510         |
| Jean Aubin de Malicorne                       | 1512         |
| Simon de Charnacé                             | 1556         |
| Pierre d'Argence                              | 1560 et 1570 |
| Jean du Puyvert                               | 1590         |
| Henri d'Appelvoisin                           | 1605         |
| Jacques du Liège de Charrault                 | 1613 et 1633 |
| Pierre Foucrand de la Nouhe                   | 1641 et 1654 |
| François Petit de la Guerche                  | 1664 et 1665 |
| Jean-Baptiste de Sesmaisons                   | 1669-1719    |
| Jean de Neuchèze                              | 1720 et 1723 |
| Jean-François du Bouilly de Turcant de Resnon | 1746         |
| Charles-Anne de Tudert                        | 1748         |
| Joseph de Martel                              | 1749 et 1755 |
| René-Anne-Hippolyte de Brilhac                | 1764-1789    |